# Stone House
Stone House é uma comunidade não incorporada no condado de Humboldt, estado do Nevada, nos Estados Unidos. Uma estação de correios existente em Stone House entre 26 de novembro de 1890 e 24 de março de 1915, quando foi deslocalizada para Valmy.
L.D. Smith construiu a casa da estação com dois andares e trabalhou no rancho nos inícios da década de 1860. Foi uma paragem da linha de diligência Belmont-Austin e foi usada por viajantes cansados durante 30 anos.  Smith foi assassinado em 6 de março de 1869, num tiroteio e a estação ficou conhecida durante muitos anos por lugar de Widow Smith’s. Depois de a diligência ter parado de funcionar em meados da década de 1890, a propriedade foi vendida a uma família índia.
Os índios erigiram novos edifícios à volta da velha casa da estação de diligências e usaram o pequeno complexo como um rancho. O rancho permanceceu na posse da família índia até meados da década de 1960. O rancho está abandonado desde então, e o rancho Pine Creek Ranch nas proximidade é agora o seu proprietário. Existem vestígios interessantes em Stone House.
Stone House fica situada a uma altitude de 1.359 m.